# Culicoides hieroglyphicus
Culicoides hieroglyphicus är en tvåvingeart som beskrevs av Malloch 1915. Culicoides hieroglyphicus ingår i släktet Culicoides och familjen svidknott. Inga underarter finns listade i Catalogue of Life.